# Pietro Manzoni (calciatore)
Pietro Manzoni (Oggiono, 26 aprile 1938) è un ex calciatore italiano, di ruolo difensore.

## Caratteristiche tecniche
Era un difensore centrale.

## Carriera
Nella stagione 1961-1962 ha vestito la maglia del Chieti nel campionato di Serie C; nella stagione 1962-1963 ha giocato 35 partite in Serie B ed una partita in Coppa Italia con la maglia del Como; nella stagione 1963-1964 ha poi vestito la maglia del Catania, in Serie A, senza però mai venire schierato in campo in partite di campionato. Ha giocato nella serie cadetta anche nella stagione 1965-1966, nella quale ha giocato altre 23 partite nel campionato cadetto con la Pro Patria.
In carriera ha giocato complessivamente 58 partite in Serie B.